# ديبيكا سينغ
ديبيكا سينغ (بالهندية: दीपिका सिंह؛ بالإنجليزية: Deepika Singh) هي ممثلة هندية، ولدت في 26 يوليو 1988 في دلهي في الهند.